# Saint-Marin au Concours Eurovision de la chanson 2011
Après deux ans d'absences aux concours 2009 et 2010, Saint-Marin a participé au Concours Eurovision de la chanson 2011 à Düsseldorf en Allemagne, et a sélectionné son représentant par une sélection interne organisée par le diffuseur saint-marinais San Marino RTV (SMRTV).

## Toile de fond
Saint-Marin a débuté dans le Concours 2008 avec le groupe Miodio. Ils se placèrent dernier à la demi-finale avec 5 points (3 de la Grèce et 2 d'Andorre). Après quoi, Saint-Marin s'est désisté des Concours 2009 et 2010,. Le 22 décembre 2010, SMRTV a annoncé son retour dans le Concours.

## Sélection interne
Le diffuseur fera une annonce officielle le 3 février 2011 concernant le représentant saint-marinais.

## À l'Eurovision
Saint-Marin participe à la première demi-finale le 10 mai 2011.